# Stanisław Grzybowski (zm. 1716)
Stanisław Grzybowski herbu Prus II (zm. w 1716 roku) – kasztelan czerski w 1713 roku, chorąży czerski, pułkownik wojsk królewskich.

## Życiorys
W 1697 roku był elektorem Augusta II Mocnego z ziemi czerskiej. Jako poseł ziemi czerskiej był uczestnikiem Walnej Rady Warszawskiej 1710 roku.